# Тшибиньский, Адам
Адам Тшибиньский (пол. Adam Trzybiński, 19 февраля 1927, Владыславово — 26 мая 1989, Краков) — польский офицер милиции и госбезопасности ПНР, Краковский воеводский комендант и начальник воеводского управления внутренних дел в 1981—1985. Участник репрессий военного положения. По должности возглавлял ФК «Висла».

## Офицер МОБ, КОБ и МВД
Родился на севере Второй Речи Посполитой, в Морском повяте Поморского воеводства. В марте 1946, уже при власти коммунистической ППР, поступил на службу в милицейскую комендатуру Ольштына. Прослушал курсы в милицейских школах Слупска и Легионово. Служил в следственном отделе комендатуры Пасленка. Вступил в правящую компартию ПОРП.
В августе 1949 переведён в ольштынское управление Министерства общественной безопасности (МОБ), служил референтом технического отдела. С августа 1952 — в центральном аппарате МОБ в Варшаве, служил в X и II департаментах (контроль за положением в ПОРП и техническое обеспечение). После упразднения МОБ и создания Комитета общественной безопасности (КОБ) — инспектор отдела перлюстрации в Варшаве, начальник отдела во Вроцлаве. После объединения милиции и госбезопасности в систему МВД ПНР с 1957 служил во Вроцлавской воеводской комендатуре. Возглавлял отделы W, B и 2-й — контроль за корреспонденцией, наружное наблюдение, контрразведка.
С февраля 1976 подполковник Адам Тшибиньский — заместитель Познанского воеводского коменданта по СБ — Службе безопасности (комендантом являлся полковник Зашкевич). 24 июня 1976 Тшибиньскому присвоено звание полковника гражданской милиции.

## Краковский комендант

### Назначение в комендатуру
Наибольшую известность Адам Тшибиньский приобрёл службой в Кракове. Назначение в комендатуру Краковского городского воеводства он получил 20 февраля 1981 — заместителем коменданта по СБ. 16 сентября 1981 полковник Тшибиньский сменил полковника Яблоньского на посту воеводского коменданта.
1981 год — период жёсткой конфронтации правящей ПОРП с независимым профсоюзом Солидарность. Краковский профцентр «Солидарности» опирался прежде всего на рабочих металлургического комбината имени Ленина в Нова-Хуте (HiL). Функционеры МВД стояли обычно на позициях «партийного бетона», и полковник Тшибиньский не являлся исключением. Воеводский комитет ПОРП Кристина Домбровы проводил компромиссную линию, в прямые конфликты с «Солидарностью» власти старались не вступать. Но комендатура и СБ вели плотную слежку за профцентром, «горизонтальным» клубом «Кузница», католической архиепархией. В сентябре 1981 руководство ПОРП сделало ставку на силовое подавление «Солидарности» и установление военного режима. Назначение Тшибиньского комендантом отражало эту тенденцию.

### Репрессии военного положения
2 декабря 1981 Тшибиньский приказал привести в повышенную готовность все подразделения милиции, СБ и ЗОМО. Для предстоящих репрессивных действий в Кракове выделялись 370 агентов СБ и 185 милиционеров на 188 единиц автотранспорта, включая 110 личных автомобилей. Заранее подготовлен типовой сценарий захвата: группы из четырёх человек приходят к дверям подлежащих изъятию, представляются членами «Солидарности» со срочным сообщением, после чего заходят в квартиру и задерживают хозяина. При отказе впустить давались полномочия на выбивание дверей, для чего каждая группа оснащалась ломом.
13 декабря 1981 в Польше было введено военное положение. Началось репрессивное подавление «Солидарности». В Кракове, как по всей стране, начались операции Jodła (интернирование активистов) и Azalia (блокирование коммуникаций). Главный удар наносился по HiL. Общее количество интернированных составило 158 человек (143 мужчин, 15 женщин), ещё 83 малопольских активиста (из запланированных 147) задержаны в других регионах. Центр интернирования расположили в Новы-Висниче. Первоначально центр интернирования предполагалось тюрьма в Руще, но от этого остановила близость HiL — комендатура реально опасалась атаки и освобождения металлургами захваченных товарищей.
Особо стоял вопрос о задержании лидера краковской и малопольской «Солидарности» Мечислава Гиля. Около половины второго ночи 13 декабря комендант Тшибиньский направил министру внутренних дел генералу Кищаку отчёт о ситуации: «Краков успокоен. Армия здесь». Через три минуты Тшибиньский узнал, что в доме, где проживает Гиль, жильцы блокируют коридор и готовятся к обороне. На задержание Гиля был направлен наряд ЗОМО, усиленный милицейскими альпинистами и пожарными. Однако Гиль сумел бежать с балкона своей квартиры, пробраться на HiL и до 16 декабря руководить забастовкой металлургов.
После подавления забастовки силами ЗОМО при армейской поддержке Мечислав Гиль снова сумел скрыться. Тшибиньский предъявил за это серьёзные претензии своему заместителю по СБ полковнику Дзяловскому. За поимку Гиля была назначена премия в 7 тысяч злотых. Схватить Гиля удалось только 13 января 1982.
Полковник Тшибиньский лично контролировал контингент краковских интернированных, их перемещения и характер содержания. Улучшался режим для тех, кто впоследствии были определены в качестве тайных информаторов СБ. Тшибиньский в своих рапортах на имя Кищака характеризовал этих людей как «интеллигентов, нуждающихся в смягчении условий содержания по состоянию здоровья и окружающей среды».
13 октября 1982 произошли столкновения в Нова-Хуте. Рабочие HiL вышли на демонстрацию протеста. Обстановка была особенно напряжённой: несколькими днями ранее сейм принял закон о профсоюзах, официально запретивший «Солидарность». Демонстрантов атаковали бойцы ЗОМО и агенты госбезопасности. Было применено огнестрельное оружие, убит двадцатилетний рабочий HiL Богдан Влосик. Уличные столкновения происходили несколько дней, похороны Влосика вылились в двадцатитысячную антикоммунистическую демонстрацию. Эти события резко подорвали позиции Кристина Домбровы, на посту первого секретаря его сменил Юзеф Гаевич. Однако полковник Тшибиньский остался в должности — действия комендатуры рассматривались как адекватные ситуации. Состоял в главном органе региональной власти — Воеводском комитете обороны, где занимал вторую по значимости силовую позицию после военного комиссара генерала Сулимы.

### Управление и отставка
В 1983 в ходе «кищаковской реформы МВД» милицейские комендатуры были преобразованы в региональные Управления МВД. Соответственно изменилось наименование должности Тшибиньского, однако функции оставались прежними. СБ и милиция пытались подавить подпольные структуры «Солидарности» и иные оппозиционные группы. Усиленный режим службы пришёлся на июнь 1983, незадолго до отмены военного положения — Краков посетил тогда Папа Римский Иоанн Павел II.
16 апреля 1985 начальником Краковского управления внутренних дел был назначен генерал Груба. Полковник Тшибиньский переведён в распоряжение кадрового департамента МВД. В 1987 Тшибиньский вышел на пенсию. Скончался в возрасте 62 лет, уже после Круглого стола, незадолго до выборов 1989, на которых победу одержала «Солидарность».

## Президент футбольного клуба
С 1967 по 1990 краковский футбольный клуб ФК «Висла» находился в подчинении МВД. Президентами клуба по должности являлись высокопоставленные офицеры милицейской комендатуры. С 1981 во главе ФК стоял Адам Тшибиньский. По последующим отзывам, он был совершенно не знал футбола, путал игроков и тренеров, не представлял системы тренировок, не очень интересовался матчами. Сам он не был особенно спортивен (случалось, за ним приходилось носить чемоданы из-за травмы, полученной при попытке тренироваться). Этим Тшибиньский отличался от предшественника и преемника — Яблоньский и Груба были компетентны в футбольных делах.